# 262 Batalion WOP
262 Batalion Wojsk Ochrony Pogranicza – samodzielny pododdział Wojsk Ochrony Pogranicza.

## Formowanie i zmiany organizacyjne
Na podstawie rozkazu MBP nr 043/org z 3 czerwca 1950, na bazie 15 Brygady Ochrony Pogranicza, sformowano 26 Brygadę Wojsk Pogranicza, a z dniem 1 stycznia 1951 31 batalion Ochrony Pogranicza przemianowano na 262 batalion WOP.

## Struktura organizacyjna
W 1954 batalionowi podlegały:
- 157 strażnica WOP Kalników
- 158 strażnica WOP Medyka
- 159 strażnica WOP Hermanowice
- 160 strażnica WOP Sierakościce
- 161 strażnica WOP Kwaszenina

## Dowódcy batalionu
- mjr Stanisław Pachla (1.01.1951- 19.01.1953)
- kpt. Edward Granat (1953-?)